# Aero A.18
Aero A.18 là một loại máy bay tiêm kích hai tầng cánh chế tạo tại Tiệp Khắc trong thập niên 1920. Đây là một sự phát triển của các loại tiêm kích Ae 02 và Ae 04 được thiết kế từ Chiến tranh thế giới I, nhưng cũng vay muonjw từ thiết kế của loại máy bay ném bom-trinh sát A.11 cùng thời.

## Tính năng kỹ chiến thuật (A.18)
Dữ liệu lấy từ 
Đặc điểm tổng quát
- Kíp lái: 1
- Chiều dài: 5,90 m (19 ft 4 in)
- Sải cánh: 7,60 m (25 ft 0 in)
- Chiều cao: 2,86 m (9 ft 5 in)
- Diện tích cánh: 15,9 m² (171 ft²)
- Trọng lượng rỗng: 637 kg (1.401 lb)
- Trọng lượng cất cánh tối đa: 826 kg (1.817 lb)
- Động cơ: 1 ×  BMW IIIa, 138 kW (185 hp)

 Hiệu suất bay 
- Vận tốc cực đại: 229 km/h (124 knot, 143 mph)
- Tầm bay: 400 km (220 nm, 250 mi)
- Trần bay: 9.000 m (30.000 ft)
- Vận tốc lên cao: 9,8 m/s (1.930 ft)

Trang bị vũ khí

- Súng: 2×.303 in (7,70 mm) Súng máy Vickers

## Quốc gia sử dụng
- Tiệp Khắc